# Mark Jackson
Mark A. Jackson (Brooklyn, Nueva York, 1 de abril de 1965) es un exjugador de baloncesto estadounidense, de ascendencia dominicana, que jugó durante 17 temporadas en la NBA. Con 1,85 metros de estatura, jugaba en la posición de base. 
Ha sido analista de la NBA para varias cadenas de televisión norteamericanas y ha sido entrenador desde 2011 hasta mayo de 2014 de los Golden State Warriors de la NBA.

## Trayectoria deportiva

### Universidad
Jackson jugó durante 4 temporadas con los Red Storm de la Universidad de St. John's, en los que promedió 10,1 puntos y 5,6 asistencias.

### Profesional
Fue elegido en el puesto 18 por los New York Knicks en el Draft de la NBA de 1987, haciéndose de inmediato con el puesto de titular, y demostrando que era un gran pasador y un efectivo anotador, terminando la temporada con unos promedios de 13,6 puntos y 10,6 asistencias, tercero de la liga en este apartado, lo que le valió para ser nombrado Rookie del Año, siendo el puesto más bajo de elección del draft con tal nominación. Jugó durante 5 temporadas en los Knicks, para ser traspasado en la temporada 1992-93 a Los Angeles Clippers, donde coincidió con Danny Manning, Ron Harper y el entrenador Larry Brown, llevando entre todos al equipo a dos de sus escasas apariciones en los playoffs de la NBA.
En 1994 fue traspasado a Indiana Pacers, a cambio del más joven pero con menos talento Pooh Richardson. Tras dos temporadas, fue traspasado a Denver Nuggets a cambio de Jalen Rose, siendo este cambio un desastre para el equipo. Tanto que su propietario optó por recuperarlo al año siguiente a cambio de Vincent Askew, Eddie Johnson y un par de segundas rondas de drafts futuros. En esta nueva etapa en los Pacers llegaría por primera y única vez a las finales de la NBA, en 2000, perdiendo ante Los Angeles Lakers por 4-2.
Al año siguiente dejaría los Pacers para fichar por Toronto Raptors. En Canadá solo disputaría 54 partidos, para ser traspasado de vuelta a los Knicks. 
En la temporada 2002-03 jugaría con los Utah Jazz como suplente de John Stockton, y al año siguiente en Houston Rockets, poniendo punto final a su carrera deportiva.
En sus 17 temporadas en activo promedió 9,6 puntos y 8 asistencias por partido. En el momento de su retirada, era el cuarto jugador que más asistencias había repartido en la historia de la NBA tras John Stockton, Jason Kidd y Steve Nash.

### Entrenador
El 6 de junio de 2011, fue contratado como técnico principal de los Golden State Warriors, por los nuevos propietarios de la franquicia Joe Lacob y Peter Guber. El equipo, que en los últimos 17 años, solo había pisado una vez los playoffs, Jackson prometió convertirlo en un equipo defensivo y aspirante a las eliminatorias por el título, pero en su primera temporada se quedó en un pobre 23–43, debido al lockuout y a varias lesiones de los jugadores. 
La temporada siguiente, con la buena actuación de Stephen Curry y Klay Thompson, los Warriors alcanzaron la sexta plaza del Oeste, con un récord de 47–35. Ganaron la primera ronda a los Denver Nuggets (4–2), pero cayeron en semifinales de conferencia ante San Antonio Spurs (2–4).
Originalmente firmó por cuatro años y $8 millones, garantizando hasta la 2014–15.
Al año siguiente, consiguió un récord de 51–31, el equipo con más victorias desde la 1993-94, consiguiendo el acceso a playoffs dos años consecutivos, que no ocurría en la franquicia desde la 1991-92. Pero cayeron en primera ronda ante Los Angeles Clippers (3–4). Tras la derrota, el 6 de mayo de 2014, Jackson fue destituido.

## Estadísticas de su carrera en la NBA
|  | Líder de la liga |

### Temporada regular
| Año       | Equipo        | PJ    | PT    | MPP  | %TC  | %3P   | %TL  | RPP | APP  | ROB | TPP | PPP  |
| --------- | ------------- | ----- | ----- | ---- | ---- | ----- | ---- | --- | ---- | --- | --- | ---- |
| 1987-88   | New York      | 82    | 80    | 39.6 | .432 | .254  | .774 | 4.8 | 10.6 | 2.5 | .1  | 13.6 |
| 1988-89   | New York      | 72    | 72    | 34.4 | .467 | .338  | .698 | 4.7 | 8.6  | 1.9 | .1  | 16.9 |
| 1989-90   | New York      | 82    | 69    | 29.6 | .437 | .267  | .727 | 3.9 | 7.4  | 1.3 | .0  | 9.9  |
| 1990-91   | New York      | 72    | 21    | 22.2 | .492 | .255  | .731 | 2.7 | 6.3  | .8  | .1  | 8.8  |
| 1991-92   | New York      | 81    | 81    | 30.4 | .491 | .256  | .770 | 3.8 | 8.6  | 1.4 | .2  | 11.3 |
| 1992-93   | L.A. Clippers | 82    | 81    | 38.0 | .486 | .268  | .803 | 4.7 | 8.8  | 1.7 | .1  | 14.4 |
| 1993-94   | L.A. Clippers | 79    | 79    | 34.3 | .452 | .283  | .791 | 4.4 | 8.6  | 1.5 | .1  | 10.9 |
| 1994-95   | Indiana       | 82    | 67    | 29.3 | .422 | .310  | .778 | 3.7 | 7.5  | 1.3 | .2  | 7.6  |
| 1995-96   | Indiana       | 81    | 81    | 32.6 | .473 | .430  | .785 | 3.8 | 7.8  | 1.2 | .1  | 10.0 |
| 1996-97   | Denver        | 52    | 52    | 38.5 | .425 | .397  | .801 | 5.2 | 12.3 | 1.0 | .2  | 10.4 |
| 1996-97   | Indiana       | 30    | 30    | 35.1 | .427 | .316  | .766 | 4.1 | 9.8  | 1.5 | .1  | 9.0  |
| 1997-98   | Indiana       | 82    | 82    | 29.4 | .416 | .314  | .761 | 3.9 | 8.7  | 1.0 | .0  | 8.3  |
| 1998-99   | Indiana       | 49    | 49    | 28.2 | .419 | .311  | .823 | 3.8 | 7.9  | .9  | .1  | 7.6  |
| 1999-2000 | Indiana       | 81    | 81    | 27.0 | .432 | .403  | .806 | 3.7 | 8.0  | .9  | .1  | 8.1  |
| 2000-01   | Toronto       | 54    | 54    | 33.4 | .422 | .345  | .842 | 3.4 | 9.2  | 1.2 | .1  | 8.5  |
| 2000-01   | New York      | 29    | 28    | 27.1 | .411 | .310  | .529 | 4.1 | 5.6  | .7  | .0  | 5.9  |
| 2001-02   | New York      | 82    | 81    | 28.9 | .439 | .405  | .791 | 3.8 | 7.4  | .9  | .0  | 8.4  |
| 2002-03   | Utah          | 82    | 0     | 17.9 | .398 | .284  | .763 | 2.1 | 4.6  | .6  | .0  | 4.7  |
| 2003-04   | Houston       | 42    | 3     | 13.7 | .340 | .171  | .718 | 1.7 | 2.8  | .4  | .0  | 2.5  |
| Total     | Total         | 1,296 | 1,091 | 30.2 | .447 | .332  | .770 | 3.8 | 8.0  | 1.2 | .1  | 9.6  |
| All-Star  | All-Star      | 1     | 0     | 16.0 | .600 | 1.000 | .500 | 2.0 | 4.0  | 1.0 | 1.0 | 9.0  |

### Playoffs
| Año   | Equipo        | PJ  | PT | MPP  | %TC  | %3P  | %TL   | RPP | APP  | ROB | TPP | PPP  |
| ----- | ------------- | --- | -- | ---- | ---- | ---- | ----- | --- | ---- | --- | --- | ---- |
| 1988  | New York      | 3   | –  | 42.8 | .367 | .417 | .727  | 4.8 | 9.8  | 2.5 | .0  | 14.3 |
| 1989  | New York      | 9   | –  | 37.3 | .510 | .393 | .679  | 3.4 | 10.1 | 1.1 | .3  | 14.7 |
| 1990  | New York      | 9   | –  | 9.0  | .419 | .000 | .727  | .6  | 2.3  | .2  | .0  | 3.8  |
| 1991  | New York      | 3   | 0  | 12.0 | .333 | –    | –     | .0  | 2.7  | .3  | .3  | .7   |
| 1992  | New York      | 12  | 12 | 30.7 | .402 | .190 | .815  | 2.3 | 7.2  | .8  | .0  | 8.3  |
| 1993  | L.A. Clippers | 5   | 5  | 37.6 | .438 | .500 | .864  | 5.8 | 7.6  | 1.6 | .2  | 15.2 |
| 1995  | Indiana       | 17  | 17 | 32.5 | .454 | .400 | .739  | 5.2 | 7.1  | .8  | .0  | 9.9  |
| 1996  | Indiana       | 5   | 5  | 37.2 | .353 | .222 | .765  | 5.0 | 6.0  | 1.2 | .0  | 10.6 |
| 1998  | Indiana       | 16  | 16 | 30.9 | .417 | .378 | .794  | 4.6 | 8.3  | 1.4 | .0  | 9.2  |
| 1999  | Indiana       | 13  | 13 | 34.7 | .495 | .412 | .714  | 4.5 | 8.6  | 1.1 | .1  | 11.2 |
| 2000  | Indiana       | 23  | 23 | 27.6 | .392 | .313 | .903  | 3.7 | 7.7  | .8  | .1  | 8.1  |
| 2001  | New York      | 5   | 5  | 31.2 | .500 | .250 | 1.000 | 5.2 | 5.2  | 1.6 | .0  | 9.0  |
| 2003  | Utah          | 5   | 0  | 16.6 | .500 | .556 | 1.000 | 1.0 | 3.2  | .6  | .0  | 7.2  |
| 2004  | Houston       | 5   | 0  | 7.6  | .167 | .000 | –     | .6  | 1.0  | .4  | .0  | .4   |
| Total | Total         | 131 | –  | 28.8 | .432 | .345 | .777  | 3.6 | 6.9  | 1.0 | .1  | 9.0  |

## Logros y reconocimientos
- Rookie del año en 1988.
- All Star de la NBA en 1989.
- Más asistencias por partido en la temporada 1996-97 de la NBA (11,4 por partido).
- En el momento de su retirada, era el segundo jugador con más asistencias en la historia de la NBA, con 10.334.

## Vida personal
Jackson se casó con la cantante y actriz Desiree Coleman el 29 de julio de 1990. El matrimonio tiene 4 hijos. Se divorciaron en 2017, después de 27 años juntos.
Su hijo Mark Jackson, Jr., jugó también al baloncesto universitario para los Manhattan Jaspers y para la Universidad de Louisville.
Su hermano Troy, más conocido como "Escalade", fue un famoso streetballer fallecido el 20 de febrero de 2011, a los 38 años.
Mark es un licenciado Ministro Cristiano, de ascendencia dominicana, lo que permitió jugar con la selección nacional dominicana.
En un cromo coleccionable NBA Hoops de 1990, de Mark Jackson, se descubrió que en las gradas de la imagen, al fondo y al lado izquierdo, aparecen los hermanos Menéndez, quienes habían asesinado a sus padres un día antes de que asistieran a ese partido.

### Extorsión
En junio de 2012, Jackson reveló que había sido objeto de una amenaza de extorsión por una relación extramatrimonial, con fotos de desnudos, tomadas en 2006. Jackson dijo que inicialmente hizo pagos de varios miles de dólares a una estríper y a su cómplice para que guardaran silencio sobre la aventura y las fotos, pero cuando los presuntos extorsionistas aumentaron sus exigencias, Jackson acudió al FBI y finalmente los presuntos conspiradores fueron denunciados penalmente por delitos graves.

"I recognize the extremely poor judgment that I used both in having an affair six years ago—including the embarrassing communication I exhibited during that time" 
 "and in attempting to deal with the extortion scheme at first by myself."
"Reconozco el extremadamente pobre juicio que utilicé al tener una aventura hace seis años, incluyendo la vergonzosa comunicación que exhibí durante ese tiempo" 
 "y en el intento de lidiar con el esquema de extorsión al principio por mí mismo."